# 장림동
장림동(長林洞)은 대한민국 부산광역시 사하구의 법정동이다.

## 개요
장림동은 신평동과 마주보고 있으며, 안장림(內長林), 바깥장림(外長林), 보덕포(補德浦 : 보득포, 부득포, 버득포) 등의 3개 지역이 합하여 이루어진 마을이다. 당초 바깥장림은 농업을, 안장림은 어업을 주업으로 생활형태를 갖추고 반농반어의 취락형태를 이룬 조용한 마을이었으나 지금은 안장림과 바깥장림이 주택으로 이어졌으며, 원래는 안장림이 고래의 장림이었고, 바깥장림은 부산과 다대포 사이의 도로개설 이후 도로변에 집들이 들어서서 생긴 마을이다.
장림동에도 이주민이 많았다. 1970년대 초에 부산시는 서구 남부민동과 중구 대청동을 잇는 산복도로를 뚫었는데, 그때에 집이 철거된 주민 가운데 1,400세대가 장림동으로 옮겨왔고, 대티터널 공사때 대티고개에 있던 불량주택이 철거되어 그곳에 살던 360세대도 이곳으로 이사왔다. 집의 크기는 열 평 안팎이었고, 상수도 시설과 하수도 시설도 제대로 안된 집들이었다. 또한 1981년도 신평 · 장림공단 조성사업 등으로 인구가 급증하기 시작하였으며 주택이나 토지값이 올랐고, 급기야 도시의 양상을 띠기 시작하였다.

## 교육
- 장림초등학교
- 보림초등학교
- 효림초등학교
- 장림여자중학교
- 영남중학교
- 부산자동차고등학교
- 대동중학교

## 주거
| 단지명                         | 시행사         | 건설사                           | 주소                    | 입주        | 비고             |
| ------------------------------ | -------------- | -------------------------------- | ----------------------- | ----------- | ---------------- |
| 장림동 신세대지큐빌            | 신세대건설㈜   | 신세대건설㈜                     | 사하구 다대로277번길 85 | 2003년 4월  |                  |
| 장림 동원로얄듀크              | 동원개발       | 동원개발                         | 사하구 하신중앙로 2     | 2004년 12월 |                  |
| 두산위브 더 제니스 센트럴 사하 | 두산건설       | 장림1구역 주택재개발정비사업조합 | 사하구 장림로 199       | 2024년 9월  | 장림1구역 재개발 |
| 장림 협성르네상스타운          | 협성종합건업㈜ | 협성르네상스㈜                   | 사하구 장평로 87        | 2007년 5월  |                  |
| 장림 윌 더 하임                | 윌건설㈜       | 윌건설㈜                         | 사하구 장평로 119       | 2005년 11월 |                  |

## 교통
장림역,신장림역